# Tango X2
La Compañía Tango X2 conocida simplemente por la abreviatura Tango X2, es una compañía argentina de baile de tango creada y dirigida por Miguel Ángel Zotto. La compañía fue creada en 1988 y desde entonces ha recorrido el mundo presentando diversos espectáculos coreográfico-musicales de gran éxito.

## Biografía
El primer espectáculo presentado por la Compañía fue Tango X2 Homenaje a Gardel 2n 1990.
En 1993 estrenan Perfume de tango con gran éxito en el teatro Sadler's Wells de Londres. A raíz del éxito, ese año y los dos años siguientes realizan giras y presentaciones por Argentina (en dos oportunidades), Estados Unidos (en dos oportunidades), Italia, Francia, Grecia, Japón (en dos oportunidades), Rusia, México y Bélgica.
En 1996 estrenan Una noche de tango en Buenos Aires, con una presentación récord en Nueva York y otra en Francia. Simultáneamente continúan con giras internacionales presentando Perfume de tango. En 1997, 1998 y 1999 alternan presentaciones en distintas partes del mundo de ambas obras.
En 2000 la Compañía estrena en Australia un nuevo espectáculo Z X2 Tango Sinfónico, con el pianista Pablo Siegler y la Orquesta Sinfónica de Sídney. Simultáneamente continúan presentando Perfume de Tango y Una noche de tango.
En 2003 a su repertorio agregan una cuarta obra, Tangos de la Cruz del Sur, estrenada en el Teatro Astral de Buenos Aires, con la novedad de una escenografía multimedia. Al año siguiente presentan una adaptación de Tangos de la Cruz del Sur en Bologna, denominado Tangos una leyenda.
En 2005 la Compañía agrega un nuevo espectáculo a su repertorio, Tango X2 Su historia, que resume los números más exitosos de sus otras presentaciones. En tanto que en 2007 estrena el show Miguel Ángel Zotto es Buenos Aires Tango y en 2011 Puro Tango.

## Premios
- 1991: Premio María Ruanova del Teatro Colón de Buenos Aires
- 1997: Premio Trinidad Guevara por la coreografía de Perfumes de tango
- 1998: Premio Gino Tani al mejor espectáculo de danza de Roma
- 1999: Premio Possitano al mejor espectáculo de danza de Italia
- 2007: Segundo Lugar como Mejor Compañía de Danza Extranjera por el Círculo de Críticos de Danza de Londres.